# 인순왕후
인순왕후 심씨(仁順王后 沈氏, 1532년 7월 7일(음력 5월 25일) ~ 1575년 2월 22일(음력 1월 2일)는 조선의 제13대 국왕인 명종의 정비이다. 본관은 청송이다. 정식 시호는 선열의성인순왕후(宣烈懿聖仁順王后)이며 청릉부원군(靑陵府院君) 심강의 딸이다.

## 생애
1532년 6월 27일(음력 5월 25일)에 태어났다. 세종의 국구로 소헌왕후의 아버지인 심온의 6대손이며, 심연원의 손녀이자 심강의 딸이다.
1542년 4월에 당시 경원대군(慶原大君)이던 명종과 혼인하여 부부인이 되었고 1545년, 명종이 후사가 없는 인종의 뒤를 이어 즉위하자 왕비로 책봉되었으며 1551년에 순회세자를 낳았다. 그러나 순회세자가 1563년에 요절하고 4년 뒤, 후사가 없는 명종이 승하하자 하성군(河城君)을 즉위시켰는데 그가 바로 선조(宣祖)이다.
1567년 선조가 즉위하면서 왕대비가 되어 1년 가까이 수렴청정을 한 뒤 물러났고, 1569년 의성(懿聖)의 존호를 받아 의성 왕대비가 되었으며, 1575년 2월 12일(음력 1월 2일) 창경궁 통명전에서 44세의 나이로 승하하였다. 능은 서울특별시 노원구 공릉동에 위치한 강릉으로 남편인 명종과 함께 묻혀 있으며 인근에는 시어머니인 문정왕후의 태릉(泰陵)이 있다. 한편 동·서 붕당의 원인을 제공한 심의겸과 심충겸은 인순왕후의 동생들이다.

## 가족 관계
| 조선의 왕비 | 인순왕후 심씨 仁順王后 沈氏 | 출생                                       | 사망                                                            |
| 조선의 왕비 | 인순왕후 심씨 仁順王后 沈氏 | 1532년 7월 7일 (음력 5월 25일) 조선 한성부 | 1575년 2월 22일 (음력 1월 2일) (42세) 조선 한성부 창경궁 통명전 |

|    |                                     | 본관 | 생몰년          | 부모                                        | 비고             |
| -- | ----------------------------------- | ---- | --------------- | ------------------------------------------- | ---------------- |
| 부 | 청릉부원군 심강 靑陵府院君 沈鋼     | 청송 | 1514년 - 1567년 | 심연원 沈連源 경주 김씨 慶州 金氏           | 심온의 5대손     |
| 모 | 완산부부인 이희경 完山府夫人 李希慶 | 전주 | 1511년 - 1559년 | 전성군 이대 全城君 李薱 동래 정씨 東萊 鄭氏 | 효령대군의 6대손 |

| 조선 제13대 국왕 | 명종 明宗 | 출생                                               | 사망                                                             |
| 조선 제13대 국왕 | 명종 明宗 | 1534년 7월 13일 (음력 5월 22일) 조선 한성부 경복궁 | 1567년 8월 12일 (음력 6월 28일) (33세) 조선 한성부 경복궁 양심당 |

| 작호 | 작호                            | 이름  | 생몰년          | 배우자                                                  | 비고        |
| ---- | ------------------------------- | ----- | --------------- | ------------------------------------------------------- | ----------- |
| 장남 | 순회세자 順懷世子               | 부 暊 | 1551년 - 1563년 | 공회빈 윤씨 恭懷嬪 尹氏                                 |             |
|      |                                 |       |                 |                                                         |             |
| 양자 | 선조대왕 宣祖大王 하성군 河城君 | 연 昖 | 1552년 - 1608년 | 의인왕후 박씨 懿仁王后 朴氏 인목왕후 김씨 仁穆王后 金氏 | 제14대 국왕 |

## 인순왕후가 등장한 작품
- 《여인천하》(SBS, 2001년~2002년, 배우:박윤선)
- 《왕의 얼굴》 (KBS2, 2014년~2015년, 배우:안여진)
- 《마녀보감》 (JTBC, 2016년, 배우:장희진)

| 전임 인성왕후 | 조선 역대 왕후 1545년 ~ 1567년 | 후임 의인왕후 |